# Миргородський похід
Миргородський похід 1633 — епізод Смоленської війни на південному театрі військових дій. Загін ратників Московського царства на чолі з воєводами Федором Бутурліним та Григорієм Аляб'євим здійснив похід на місто Миргород, в ході якого взяв миргородський «Великий острог», а потім здобув дві польові перемоги проти загонів «черкас» і «литовських людей» на королівській службі.

## Передісторія
На початковому етапі Смоленської війни московські війська взяли низку міст Чернігово-Сіверської землі, яка до Деулінського перемир'я 1618 належала Московії. У відповідь війська Речі Посполитої і запорізькі козаки, які служили їй, здійснили кілька рейдів по московські території. Найбільш успішний з них закінчився руйнуванням Валуйок, проте спроби взяти інші фортеці, такі як Бєлгород, Курськ і Путивль, провалювалися, хоча значною мірою страждала їх округи. Московська сторона, своєю чергою, здійснювала рейди на Чернігів, Батурин, Борзну, Ромни, Полтаву та інші фортеці. Однією з найважчих, але успішних експедицій став похід на Миргород восени 1633 року. Похід був підготовлений за наведенням «язиків», взятих при рейді на Срібне.

## Хід подій
Московський загін під командуванням Бутурліна та Аляб'єва вийшов із Путивля 27 вересня 1633 року. До його складу входили путивльські та чернігівські дворяни, діти боярські, верстанні козаки, а також донські отамани, осаули та козаки. Значну частину похідного війська становили люди з Рильська на чолі з Федором Нєпєйциним. 30 вересня він досяг Миргорода і відразу почав його штурмувати. Було взято Великий острог, в якому було вбито, поранено і захоплено в полон багато оборонців. Невеликій частині гарнізону вдалося відсидітися в «малому острожку», який царські ратники не змогли взяти, мабуть, через брак часу. Полонені розповіли, що у Лубнах знаходиться великий загін полковника Федора Пирського, посилений людьми із суміжних черкаських міст. Московити поспішно спалили стіни фортеці, вежі, двори, посад та прилеглі слободи, не ставши брати з собою навіть фортечну артилерію, яку також спалили.
На зворотному шляху за 10 км від Миргорода поблизу острожка Ручаєць царські ратники були наздогнані загоном Пирського чисельністю 3000 осіб. 1 жовтня почалася битва, в якій «черкаси» та «литовські люди» були повністю розгромлені. Було вбито полковника Пирського, урядника Турського і понад 1000 осіб, які перебували на королівській службі. Через два дні путивляни, які поверталися додому, були знову атаковані силами річпосполитців, цього разу загоном сенчан урядника Маркеєва, в якому налічувалося близько 2000 осіб. Перед боєм московські ратники змушені були вбити раніше взятих полонених. Маркеєв був відбитий, втративши понад 300 осіб убитими та пораненими, а також 50 — полоненими.
Цар Михайло Федорович висловив свою похвалу учасникам походу, які повернулися до Путивля.

## Цікаві факти
Молодший брат воєводи Бутурліна Василь Бутурлін в 1654 році представляв царську владу на Переяславській раді і прийняв від козаків присягу на підданство цареві, а потім воював разом з козаками проти Речі Посполитої.